# Aureilhan, Landes
Aureilhan (gaskonsko Aurelhan) je naselje in občina v francoskem departmaju Landes regije Akvitanije. Naselje je leta 2009 imelo 935 prebivalcev.

## Geografija
Kraj leži v pokrajini Gaskonji ob jezeru Étang d'Aureilhan, 78 km severozahodno od Mont-de-Marsana.

## Uprava
Občina Aureilhan skupaj s sosednjimi občinami Bias, Mézos, Mimizan, Pontenx-les-Forges in Saint-Paul-en-Born sestavlja kanton Mimizan s sedežem v Mimizanu. Kanton je sestavni del okrožja Mont-de-Marsan.

## Zanimivosti
- romanska cerkev sv. Rufine, vmesna postaja primorske variante romarske poti v Santiago de Compostelo, tim. Voie de Soulac;